# Broadchurch
A Broadchurch egy 2013-ban indult brit krimisorozat, mely három évad után, 2017-ben ért véget. A sorozatban Ellie Miller és Alec Hardy három, egymással hol szorosan, hol tágan összefüggő nyomozásait kísérhetjük figyelemmel.
A nyomozópáros az első évadban Danny Latimer gyilkosa után nyomoz Broadchurchben. Ellie-nek nincs könnyű dolga, hiszen ő is Broadchurchben él, tehát a közösség tagja, melyet mélyen megrázott Danny halála. A második évadban Danny gyilkosának tárgyalását követhetjük nyomon, miközben Alec Hardy egy megoldatlan ügye, a Sandbrook-ügy újra előtérbe kerül, majd az évad végén le is zárul. A harmadik évadban Trish Winterman megerőszakolóját keresi Ellie és Alec.

## Gyártás
A Broadchurch gyártója a Kudos Film és televízió, ami a sorozatot az ITV-nek gyártotta. Írója Chris Chibnall. A sorozat 2013. március 4. és 2017. április 17. között futott. A producer az első két évadban Richard Stokes és a harmadik évadban Dan Winch. A rendezés több rendező nevéhez kötődik: James Strong, Paul Andrew Williams, Euros Lynn, Mike Barker, Jessice Hobbs, Jonathan Teplitzky, Daniel Nettheim, Lewis Arnold. Chris Chibnall szerint a harmadik évaddal végleg lezárult a történet és nem kíván újabb évadot készíteni. A brit televíziós sorozat amerikai változatát a BBC America készítette el, de a 2014-ben, szintén David Tennant főszereplésével és Chris Chibnall rendezésében bemutatott Gracepoint csak egyetlen évadot élt meg.

## Szereplők

### Állandó szereplők
- DS Ellie Miller – Olivia Colman
- DI Alec Hardy – David Tennant
- Beth Latimer – Jodie Whittaker
- Mark Latimer – Andrew Buchan
- Carolyn Pickles – Maggie Radcliffe
- Reverand Paul Coates – Arthur Darvill
- Chloe Latimer – Charlotte Beamont
- Tom Miller – Adam Wilson
- Fred Miller – Benji Yapp
- Nigel "Nige" Carter – Joe Sims
- Joe Miller – Matthew Gravelle

### Az első évad további szereplői
- Danny Latimer (Oskar McNamara)
- Liz Roper (Susan Brown)
- Lucy Stevens (Tanya Franks)
- Chief Superintendent Elaine Jenkinson (Tracey Childs)
- Oliver "Olly" Stevens (Jonathan Bailey)
- Karen White (Vicky McClure)
- Len Danvers (Simon Rouse)
- Susan Wright (Pauline Quirke)
- Jack Marshall (David Bradley)
- Dean Thomas (Jacob Anderson)
- Becca Fisher (Simone McAullay)
- Steve Connelly (Will Mellor)

## Fogadtatás
Mind a kritikusok, mind a nézők jól fogadták a sorozatot. A Broadchurch epizódonként körülbelül 9 millió nézőt hozott az ITV-nek.

## Szakmai elismerések[7]

### Díjak
- BAFTA 2014- drámasorozat – Broadchurch[8]
- BAFTA 2014- zeneszerző – Olafur Arnalds[9]
- BAFTA 2014 – színésznő – Olivia Colman[8]
- BAFTA 2014 – mellékszereplő – David Bradley[8]
- Broadcast Award 2014 – legjobb drámasorozat[10]
- Broadcast Award for International Programme Sales[11]
- Broadcasting Press Guild 2014 – legjobb író – Chris Chibnall[12]
- Broadcasting Press Guild 2014 – legjobb színésznő – OIivia Colman[12]
- Broadcasting Press Guild 2014 – dráma – Broadchurch[12]
- Crime Thriller Awards 2013 – TV Dagger[13]
- Crime Thriller Awards 2013 – legjobb férfi főszereplő – David Tennant[13]
- Crime Thriller Awards 2013 – legjobb női főszereplő – Olivia Colman[13]
- Crime Thriller Awards 2013 – legjobb mellékszereplő – Andrew Buchan[13]
- Edinburgh International TV Festival 2013 – Új programnak járó díj[14]
- Edinburgh International TV Festival 2013 – Az év kiemelkedő tehetsége – Chris Chibnall[14]
- Freesat 2013- legjobb brit sorozatnak járó díj[15]
- Peabody Award 2013[16]
- Royal Television Society 2014 – drámasorozat[17]
- Royal Television Society 2014 – színésznő – Olivia Colman 2014[17]
- Royal Television Society West of England 2013 – író – Chris Chibnall[17]
- South Bank Sky Arts Award 2014 – TV dráma[18]
- Televisual Bulldog Award 2014 – legjobb dráma[19]
- Televisual Bulldog Award 2014 – legjobb zene[19]
- TV Choice 2017 legjobb dráma[20]
- TV Choice 2017 – legjobb színész – David Tennant[20]
- TV Choice 2017- legjobb színésznő – Olivia Colman[20]

### Jelölések
- BAFTA Nominee 2014 – rendező – James Strong[21]
- BAFTA Nominee 2018 – legjobb mellékszereplő – Julie Hesmondhalgh[21]
- Crime Thriller Awards 2013 – legjobb női mellékszereplő jelölés – Jodie Whittaker[22]
- Crime Thriller Awards Nominee 2013 – legjobb női mellékszereplő jelölés – Pauline Quirke[22]
- International Emmy Awards Nominee 2014 – legjobb női főszereplő jelölés – Olivia Colman[21]
- Monte Carlo Television Festival 2013 – legjobb mini sorozat[21]
- Monte Carlo Television Festival 2013- kiváló színész jelölés – David Tennant[21]
- Monte Carlo Television Festival 2013 – kiváló színésznő jelölés – Olivia Colman[21]
- National Television Awards 2016 – legjobb dráma[21]
- Royal Television Society Actress 2014 – Jodie Whittaker[23]
- Royal Television Society Writer 2014 – Chris Chibnall[24]
- Royal Televison Society West of England Cinematography 2014 – Matt Gray[24]
- Writers Guild of Great Britain TV Drama Series Writer 2013 – Chris Chibnall[25]

## Epizódok

### Első évad (2013)
| Epizód száma | Epizód tartalma |
| ------------ | --- |
| 1.           | Megismerjük Broadchurch közösségét és megtudjuk, hogy egy fiú testét megtalálják a parton. Ellie Miller rendőrnő éppen aznap áll újra munkába, és megtudja, hogy nem kapja meg a korábban neki ígért kinevezést, mert az állást már Alec Hardy tölti be. A két nyomozó így együtt kénytelen dolgozni a fiú ügyén. Ellie felismeri a fiút és értesítik Latimeréket fiuk, Danny haláláról. |
| 2.           | Folytatódik a nyomozás és a közösség több tagját kihallgatják. Jack Marshall szerint Danny korábban egy csomagkézbesítővel vitatkozott. A helyszínelők átkutatják a Latimer család házát és Chloe, szobájában kokainra, Danny szobájában pedig egy köteg pénzre találnak. Mivel Danny holttestét a parton találták meg, szeretnék átnézni a partmenti kunyhót. A rejtélyes takarítónő, Susan segít nekik bejutni. A helyszínelők itt újabb nyomokra bukkannak: valószínűsítik, hogy Dannyt itt ölhették meg. |
| 3.           | Ellie és Alec egyre |
| 4.           | |
| 5.           | |
| 6.           | |
| 7.           | |
| 8.           | |

## Magyarországi megjelenés
A sorozatot Magyarországon televíziós csatorna nem sugározta, azonban a Netflix magyarországi csatornáján megtalálható, de nem készült hozzá sem magyar felirat, sem pedig szinkron. Ez azért is lehet furcsa, mert a történetben számos olyan színész játszik, aki ismerős lehet a magyar nézőközönségnek. Például Ellie Miller szerepében Olivia Colman, aki 2019-ben A kedvenc című filmben nyújtott alakításáért kapta meg a legjobb női főszereplőnek járó Oscar-díjat. A másik főszereplőt pedig az a David Tennant formálta meg, aki a hazai közönségnek leginkább a Harry Potter és a Tűz Serlege című film ifj. Barty Kuporjaként ismerhet. A Jack Marshallt alakító David Bradley szintén a Harry Potter-filmekből lehet ismerős, hiszen ő formálta meg Argus Friccs urat. A második évadban feltűnő Phoebe-Waller Bridge pedig a Solo – Egy Star Wars-történet, illetve a Fleabag című sorozatból lehet ismerős.